# Саблин, Алексей Григорьевич
Алексе́й Григо́рьевич Са́блин (20 сентября 1927 года, Оренбургская область — 31 августа 1998 года) — токарь Одесского завода прессов Министерства станкостроительной и инструментальной промышленности СССР. Герой Социалистического Труда (1971).
По национальности русский. Досрочно выполнил личные социалистические обязательства и плановые производственные задания Восьмой пятилетки (1965—1970). Указом Президиума Верховного Совета СССР (неопубликованным) от 5 апреля 1971 года «за выдающиеся трудовые успехи, достигнутые в выполнении заданий пятилетнего плана, выпуск продукции высокого качества и активное участие в создании новой техники» удостоен звания Героя Социалистического Труда с вручением ордена Ленина и золотой медали Серп и Молот.